# インド商科大学院
インド商科大学院（インドしょうかだいがくいん、英: Indian School of Business / ISB、テルグ語:ఇండియన్ స్కూల్ ఆఫ్ బిజినెస్）は、インドのハイデラバードに設置されたビジネススクールで、経営学（Post Graduate Program in Management / PGPM）課程、経営学研究員課程と、企業幹部の研修課程を実施している。フォーチュン500に数えられる企業家集団が、当時アーンドラ・プラデーシュ州首相であったナラ・チャンドラバブ・ナイドゥを中心とした州政府の協力のもとに1999年12月20日に創立した。
ロンドン・ビジネス・スクール、ウォートン・スクール、ケロッグ経営大学院などが、インド商科大学院と提携している。1年で修了する修士課程を有するところが特徴である。

## 教育課程
インド商科大学院の教育課程は、経営の教育と経営の現場との関係の密接さを特色として打ち出しており、財界の最新の傾向や分野横断の研究を促進している。開設している教育課程には、以下のものがある。
- 経営学修士一年間課程
- 経営学博士研究員課程
- 企業幹部研修課程

## キャンパス
インド商科大学院は、インド中央部ハイデラバードのガチボウリ（Gachibowli）、および北部パンジャーブ州モハリの2か所に位置する。ハイデラバードキャンパス周辺はマイクロソフト・インド開発センター、インフォシス・テクノロジー、ウィプロ・テクノロジー、国際情報技術大学などが存在しており、インフラの整備が整い、交通の便も良い。またキャンパス内は緑豊かである。4つの学生寮があり、それぞれ130人までが居住できる環境を有している。モハリキャンパス周辺はCity of Beautifulと評されるチャンディーガル（Chandigarh）があり、ル・コルビュジエによる都市計画により、道路は碁盤の目のように整備されており、またル・コルビュジエ、ピエール・ジャンヌレの建築計画が数多く存在している。キャンパスはハイデラバードキャンパスに比べ、近代的な建築が特徴的で、3つの学生寮に300名近くの学生が居住している。
開設している課程は、正規課程と短期課程が共存するように構成されている。学期中は、短期課程部は授業時間以外の学生交流の機会を豊富に提供している。
14000冊の蔵書と1000の視聴覚教材、360誌の定期刊行誌、および36のオンライン・データベースと2000の電子ジャーナルに結ばれている電算機センターを併設した図書館がある。レクリエーションセンターには体育館、水泳プール、バスケットボールコート、バドミントンコート、蹴球場、ジムが設けられている。託児所もキャンパス内に設置されている。